# Clemens-Brentano-Gymnasium (Dülmen)

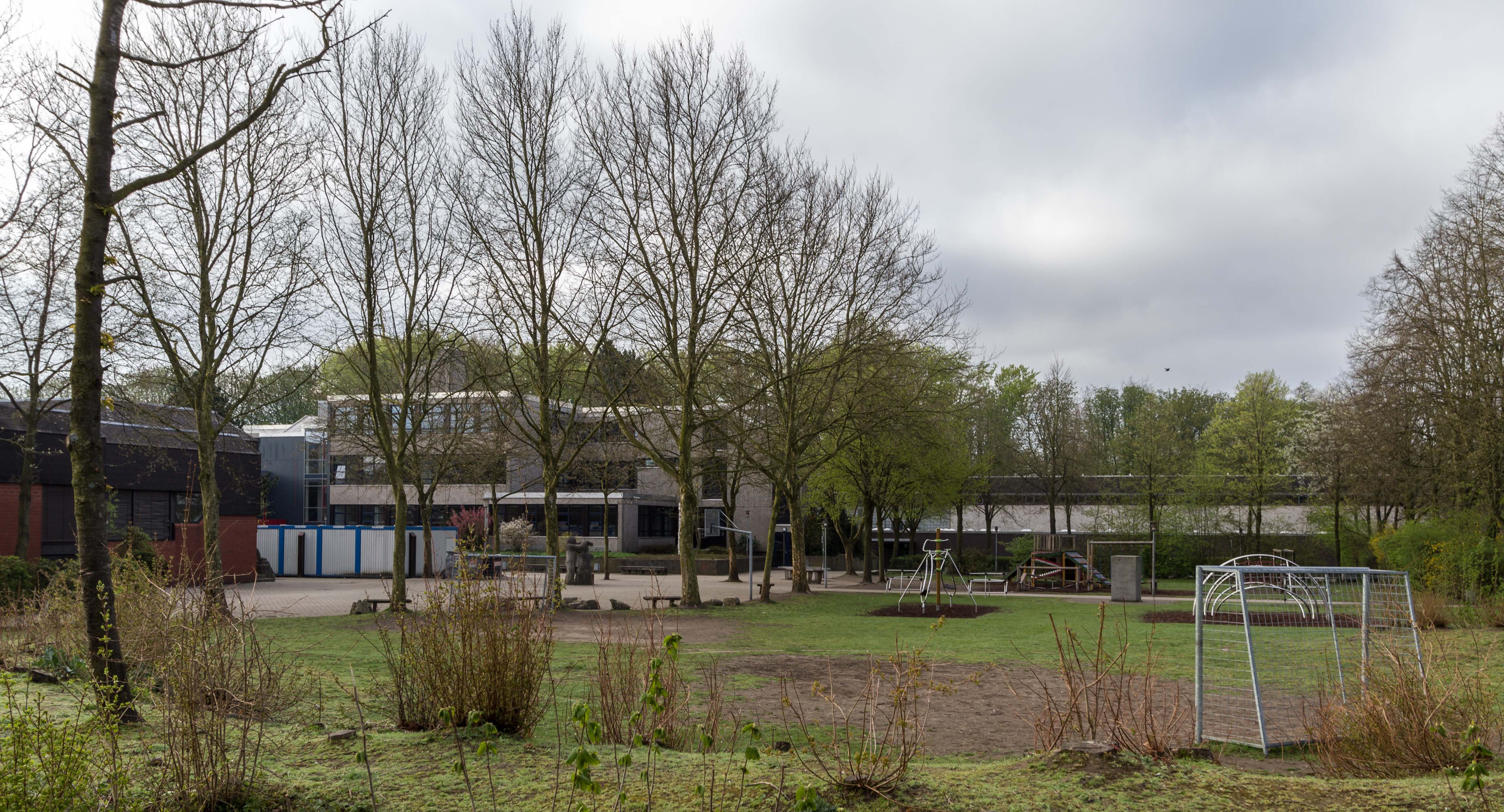
Clemens-Brentano-Gymnasium

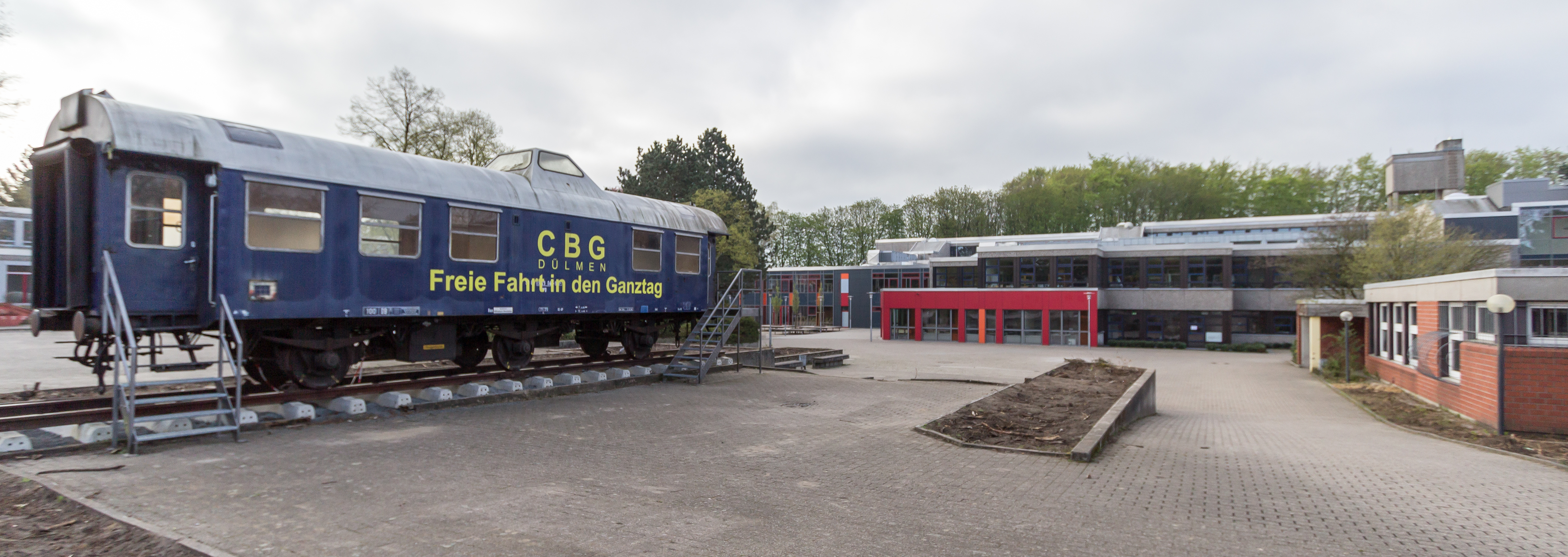
Clemens-Brentano-Gymnasium vor dem Neubau der Mensa

Das Dülmener Clemens-Brentano-Gymnasium ist neben dem Annette-von-Droste-Hülshoff Gymnasium eines der beiden Gymnasien der Stadt Dülmen. Es geht auf das 1911 zum 600-jährigen Jubiläum der Stadt Dülmen gegründete Gymnasium im Gebäude der heutigen „Hermann-Leeser-Schule“, eine Realschule, zurück. Namensgeber ist Clemens Brentano, der mit der Stadt Dülmen über Anna Katharina Emmerick verbunden war. Umgangssprachlich ist das Gymnasium unter dem Kürzel „CBG“ bekannt.
Im Herbst 2012 feierte das Gymnasium mit einer Festwoche das 100-jährige Bestehen.

## Geschichte

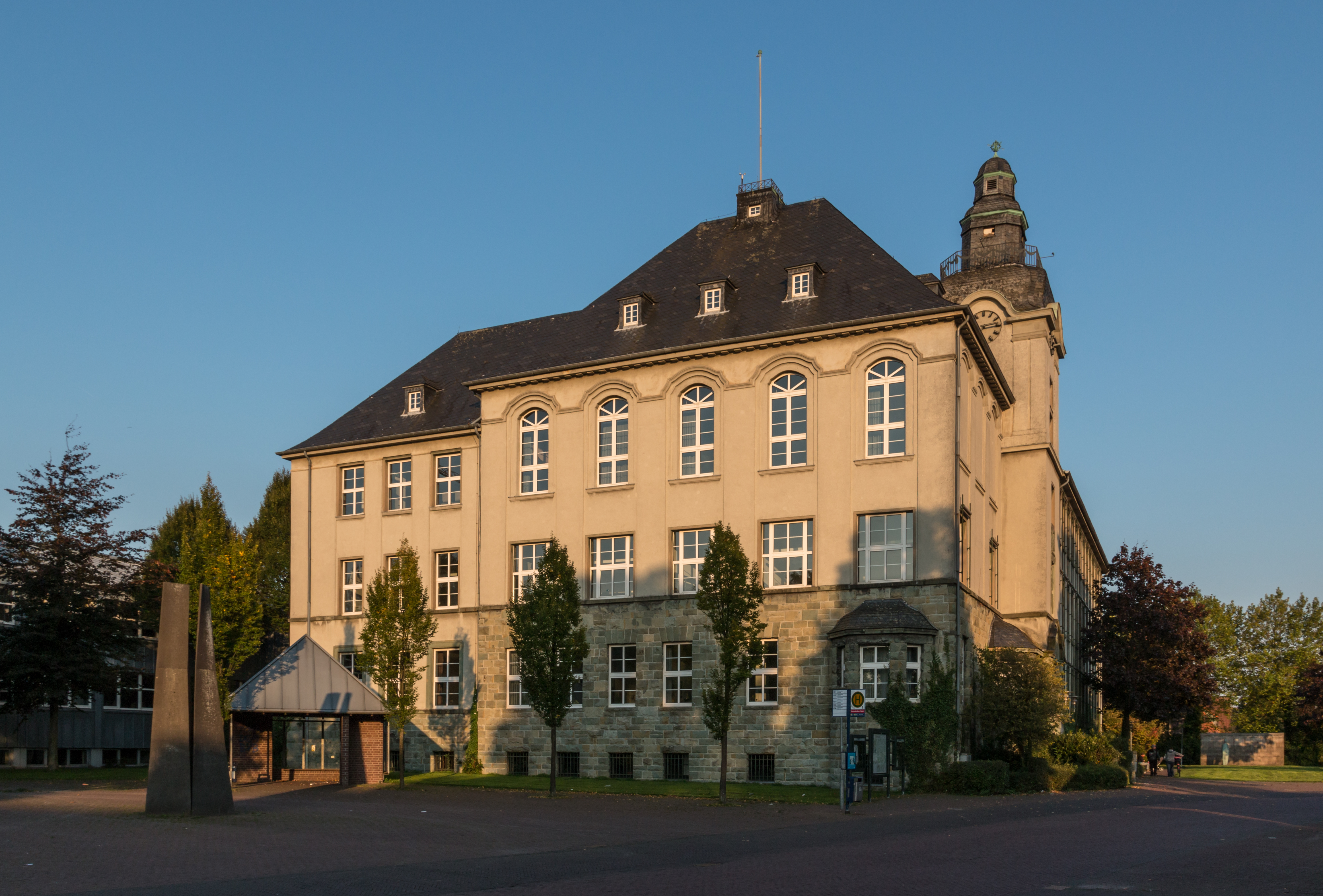
Im Gebäude der heutigen Hermann-Leeser-Schule war das Clemens-Brentano-Gymnasium zur Zeit der Gründung untergebracht.

Der preußische Staat erteilte zum 600-jährigen Jubiläum der Stadt Dülmen 1911 die Genehmigung, die bestehende Latein- oder Rektoratsschule zum Vollgymnasium auszubauen. 1912 gilt als das eigentliche Gründungsjahr. Die Geschichte der Rektoratsschule geht jedoch wesentlich weiter zurück: Ein erster Hinweis auf eine Schule in Dülmen findet sich in den Statuten des Viktorstifts aus dem Jahre 1323.
Das Gebäude der Schule wurde wegen der Kriegsjahre des Ersten Weltkriegs erst 1921 fertiggestellt. 1973 erfolgte der Umzug in das neue, wesentlich vergrößerte Schulgebäude. Das alte Gebäude beherbergt heute die Hermann-Leeser-Schule (städt. Realschule).
1962 wurde der Dichter Clemens Brentano zum Namenspatron der Schule gewählt. Clemens Brentano lebte im 19. Jahrhundert vorübergehend in Dülmen und besuchte dort die Nonne Anna Katharina Emmerick.

## Umstellung auf Ganztags-Betrieb
Das Gymnasium stellte 2010 mit dem neu eingeschulten Jahrgang auf den Ganztagsunterricht um. Die Konsequenzen waren zum einen der Komplett-Umbau der Schule und die Erweiterung des Unterrichtsangebots seitens Vereinen und Kulturstätten aus Dülmen und Umgebung. Der Umbau wurde zu großen Teilen im Jahr 2012 vollendet, im Sommer 2014 wurde der Neubau der Mensa fertiggestellt. Finanziert wurde der Umbau zu großen Teilen aus dem Konjunkturpaket II.
Das Ganztagskonzept besteht aus drei verpflichtenden Ganztagen (Montag, Mittwoch und Donnerstag) sowie dem freiwilligen ganzen Tag (Dienstag). Am Freitag ist nach dem Ende der 6. Stunde Schulschluss.
In der Sekundarstufe II findet täglich Ganztagsunterricht statt.

## Schulleiter
Bis 2011 war Bernd Vogt Schulleiter, im Sommer wurde er aus Altersgründen von Wolfgang Weber abgelöst. Dieser war zuvor Schulleiter der Deutschen Schule in Helsinki.
Seit dem Schuljahr 2017/18 leitet Maike Verwey das CBG. Sie war zuvor stellvertretende Schulleiterin Haranni-Gymnasium in Herne.

## Fächerangebot
Das Clemens-Brentano-Gymnasium bietet zahlreiche verschiedene Fächer an:
- Business Class (Q1, Projektkurs)
- Deutsch/Theater (Wahlpflichtfach, ab Klasse 9)
- Englisch
- Französisch (ab Klasse 7 bzw. 9)
- Italienisch (ab der EF, in Kooperation mit dem Annette-von-Droste-Hülshoff-Gymnasium)
- Spanisch (ab der EF)
- Informatik (Wahlpflichtfach, ab Klasse 9)
- Latein (ab Klasse 7 bzw. 9)
- Literatur (Q2)
- Pädagogik (ab der EF)
- (Praktische) Philosophie
- Sozialwissenschaften (ab der EF, als Leistungskurs mit dem Schwerpunkt Wirtschaft)

## Sonstiges
Die schulische Arbeit wird durch den 1983 gegründeten Verein der Freunde des Clemens-Brentano-Gymnasiums Dülmen e. V. unterstützt.
Die Aula sowie die Dreifach-Turnhalle des Gymnasiums wird auch für öffentliche Veranstaltungen wie Konzerte oder Informationsveranstaltungen seitens der Stadt Dülmen genutzt.
Jährlich erscheint ein offizielles Jahrbuch, in dem die schulische Arbeit des letzten Jahres vorgestellt wird. Das Buch wird von verschiedenen Dülmener Firmen gesponsert.
Im Februar 2012 war das Gymnasium Ausrichter des „Business-Class-Contest NRW“ und wurde an dem Tag von einer Fachjury unterstützt. In dem Wettbewerb setzten sich die beiden Teams des Gymnasiums gegen andere Teams aus NRW durch.
Des Weiteren findet rege Kommunikation und Austausch zwecks Kursangebot mit dem in der Nähe liegenden Annette-von-Droste-Hülshoff-Gymnasium statt. Für das Schuljahr 2023/2024 ist die Schule als Bündelungsgymnasium ausgewiesen.

## Musical zum Stadtjubiläum
Zum Anlass des 700. Jubiläums der Stadt Dülmen präsentierten Schüler und Lehrer im Juli 2011 fünf Aufführungen des Musicals „Die unvermeidliche Reise des Karl Gross“. Autoren des Musicals sind Irmhild Willenbrink und Marcus Fischer, Regie führten Karl-Heinz Laschke und Manfred Molitor, Musik und Organisation lagen bei Oxana Kolomiets, das Bühnenbild wurde von Henry Usenos (Pumpenhaus Münster) unterstützt, die Choreographie von Antje Leushacke-Berning. Der Chor wurde von Marinus Schmidt geleitet. Die Einnahmen kamen dem Umbau der Schule zugute.
Der WDR berichtete im Juni in einer Ausgabe der „Lokalzeit Münsterland“ über die öffentlichen Proben.